# Tappit Hen

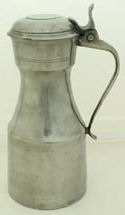
Mit ein wenig Fantasie erinnert das Aussehen des Zinnkruges an eine Haubenhenne – a tappit hen

Mit Tappit Hen wird ursprünglich eine Haubenhenne bezeichnet, aber auch eine große, bauchige, mit einem klobigen Scharnierdeckel versehene Zinnkanne.
Diese Kannen umfassen in der Regel
- 1 Tappit hen = 2,25 Liter etwa 76 oz.[1] (Flaschengröße für Wein in den USA bis 1979[2])
- 1 Tappit hen = 3,79 Liter = 128 oz = 1 Gallone (amerik.)[3]

und wurden als Maß- und Transportbecher für Wein, besonders Portwein, verwendet. Die Bezeichnung wurde auch als Maßeinheit verstanden. Der Name kommt aus dem Schottischen, wobei tappit Krone, Kamm, Helmzier oder Büschel bedeutet, was dem Englischen crested entspricht und hen Henne oder Huhn heißt.
Angeblich sind die tappit hen aufgekommen, weil es unter den schottischen Bauern üblich war, nach einem ausgedehnten dörflichen Trinkgelage als Wegzehrung noch „ein Schlückchen“ Wein auf den beschwerlichen Ritt zum oft viele Meilen entfernten Wohnhaus mitzunehmen. Damit der Wein – angesichts des unruhigen Ritts und der noch hinzukommenden Unsicherheit des Reiters aufgrund des vorangegangenen Alkoholkonsums – nicht verschüttet werde, sei der große, fest sitzende Scharnierdeckel erfunden worden, der den Inhalt fest verschließt, sich gleichzeitig aber leicht mit einer Hand öffnen lässt.
Heutzutage ist Tappit Hen ein beliebter Name für Weinstuben und Antiquitätengeschäfte in der englischsprachigen Welt, besonders in Schottland.